# 卡梅申区
卡梅申区（俄语：Камышинский район）是俄罗斯联邦伏尔加格勒州下辖的一个区，其行政中心为卡梅申。据2016年统计，该区的人口为40460人。